# Катастрофа Ан-12 под Кабулом (1986)
Катастрофа Ан-12 под Кабулом (1986) — авиационная катастрофа, произошедшая 29 ноября 1986 года в ДРА. Грузовой самолёт Ан-12 ВВС СССР выполнял грузопассажирский рейс по маршруту Кабул—Джелалабад, но вскоре после взлёта был сбит из ПЗРК и рухнул на землю. Погибли все находившиеся на его борту 31 человек — 23 пассажира и 8 членов экипажа.

## Катастрофа
29 ноября 1986 года самолёт Ан-12 номер СССР-11987 из состава 1-й авиационной эскадрильи 50-го отдельного смешанного авиационного полка совершал рейс из Кабула в Джелалабад, обратным рейсом планировалось забрать тела погибших военнослужащих для перевозки к местам захоронений на территории СССР («Груз 200»). На борту находились 23 пассажира (в том числе группа офицеров спецназа 15 обр СпН ГРУ ГШ) и груз (нескольких тонн ракет С-24 и 400 килограмм взрывчатки). В нарушение действующего приказа пассажиры перевозились при наличии на борту взрывоопасного груза.
Вскоре после вылета из аэропорта Кабула на высоте 6400 метров в 24 километрах от аэропорта Ан-12 был поражён ракетой, выпущенной из переносного зенитно-ракетного комплекса «Стингер». Самолёт был уничтожен взрывом сдетонировавшего груза боеприпасов. Все 31 человек на его борту погибли.

## Экипаж
Лётный экипаж самолёта был таким:
- Командир экипажа — 33-летний капитан Александр Брониславович Хомутовский.
- Помощник командира — 22-летний лейтенант Александр Самуилович Вологжанинов.
- Штурман — 25-летний старший лейтенант Юрий Анатольевич Кухта.
- Бортовой авиационный техник по десантному оборудованию — 42-летний старший лейтенант Сергей Иванович Андреенко.
- Старший авиационный техник — 22-летний лейтенант Дмитрий Николаевич Григоров.
- Старший воздушный радист — 25-летний прапорщик Шевхи Мамед-оглы Мамедов.
- Старший воздушный стрелок — 37-летний прапорщик Василий Николаевич Черкасов.
- Старший штурман отдела армейской авиации управления ВВС — 33-летний подполковник Александр Геннадьевич Звонов. (никакого отношения к экипажу не имел. Летел в качестве пассажира)

## Пассажиры
На борту находились военнослужащие и служащие Советской армии:   
- подполковник Геннадий Ильич Артемьев, 44 года.
- старший лейтенант Андрей Григорьевич Новопашин, 25 лет.
- старший лейтенант Игорь Александрович Рудык, 24 года.
- лейтенант Хуршад Уракович Аловидинов, 23 года.
- лейтенант Валерий Евгеньевич Бондарев, 22 года.
- лейтенант Константин Егорович Пашнин, 22 года.
- лейтенант Сергей Павлович Чёрный, 22 года.
- лейтенант Сергей Сергеевич Урошлев, 23 года.
- старший прапорщик Александр Анатольевич Синяков, 31 год.
- старший прапорщик Борис Иванович Бугров, 34 года.
- старший прапорщик Иван Васильевич Нагорный, 29 лет.
- прапорщик Александр Александрович Мельников, 26 лет.
- прапорщик Александр Витальевич Савин, 31 год.
- прапорщик Геннадий Семёнович Снигерёв, 35 лет.
- прапорщик Юрий Александрович Ушаков, 39 лет.
- рядовой Юрий Павлович Параска, 20 лет.
- служащий Анатолий Яковлевич Задорожный, 33 года.
- служащий Вячеслав Васильевич Глухов, 34 года.
- служащий Владимир Петрович Осадчий, 32 года.
- служащий Владимир Ильич Спиченков, 36 лет.
- служащая Наталья Даниловна Ермакова, 33 года.
- служащая Татьяна Васильевна Лыкова, 23 года.
- служащая Татьяна Анатольевна Моторина, 27 лет.